# Alessandro Vivarelli
Alessandro Vivarelli (Roma, 19 dicembre 1955 – Roma, 5 novembre 1996) è stato un attore, sceneggiatore e produttore cinematografico italiano.

## Biografia
Figlio del regista Piero Vivarelli, esordì come attore nel 1979 in un film del padre  Nella misura in cui..., interpretando sé stesso. 
Nel 1988 fu arrestato in seguito a un'inchiesta sul traffico di eroina nei "salotti bene" di Roma, aperta dopo la morte per overdose di alcuni noti personaggi della capitale.
Come produttore lavorò spesso con Gianni Minervini, in particolare nei film di Gabriele Salvatores.
È stato anche assistente alla regia in Berlinguer ti voglio bene (1977) di Giuseppe Bertolucci, nel film di Luigi Magni State buoni se potete (1983) e nel film di Nanni Loy Mi manda Picone (1983).
È morto per le conseguenze di un continuo elevato consumo di droghe pesanti.
A lui sono stati dedicati, postumi, i film Camere da letto, realizzato l'anno dopo la sua morte, di Simona Izzo, e Polvere di Napoli, di Antonio Capuano.

## Filmografia

### Attore
- Nella misura in cui, regia di Piero Vivarelli (1979)
- Provocazione, regia di Piero Vivarelli (1988)
- Mediterraneo, regia di Gabriele Salvatores (1991)

### Produttore
- Macabro (1980)
- Aiutami a sognare (1981)
- Strana la vita  (1987)
- La sposa era bellissima (1987)
- Marrakech Express (1989)
- Turné (1990) - anche sceneggiatore
- Mediterraneo (1991)